# Chrysoperla argentina
Chrysoperla argentina är en insektsart som beskrevs av González Olazo 2002. Chrysoperla argentina ingår i släktet Chrysoperla och familjen guldögonsländor. Inga underarter finns listade i Catalogue of Life.